# Estela 1 de La Mojarra
La Estela 1 de La Mojarra es un antiguo monumento mesoamericano que ha sido fechado en el siglo II d. C. Fue descubierto en 1986 en la región del río Acula, cerca del pueblo de La Mojarra (Veracruz, México). La estela 1 de la Mojarra es reconocida como uno de los más importantes monumentos esculpidos descubiertos en Mesoamérica principalmente por contener una escritura hasta ahora parcialmente descifrada. La estela contiene lenguaje silábico logográfico y en forma epigráfica,la cual junto con la Estatuilla de Tuxtla y la estela C de Tres Zapotes, pertenece a la Escritura epiolmeca. Su descubrimiento y así como el de dichas esculturas epiolmecas, descartan las afirmaciones coloniales sobre la inexistencia de escritura en las culturas de la costa del Golfo de México.
La Mojarra es un poblado cercano al yacimiento arqueológico de Tres Zapotes, que fue una de las más importantes poblaciones olmecas durante el Preclásico Tardío mesoamericano. La estela fue trasladada de La Mojarra —donde sus pobladores llamaban El Indio a este importante monumento— a la ciudad de Xalapa, donde se exhibió en el Museo de Antropología de la capital veracruzana hasta 1995, cuando iba a ser expuesto y accidentalmente se descubrió una nueva serie de glifos que habían pasado desapercibidos. El monolito de basalto tiene una altura de 234 cm y pesa cuatro toneladas. En su superficie se encuentran esculpidos alrededor de 535 glifos que corresponden a la escritura epi-olmeca o istmiana. Tanto en contenido como en la cronología, la Estela 1 de La Mojarra es similar a la Estatuilla de Tuxtla. Por las fechas que lleva inscritas —correspondientes a la mitad del siglo II d. C.— y por las dimensiones mismas del texto, la Estela 1 de La Mojarra ocupa un lugar importante como uno de los testimonios más antiguos y completos de que haya noticia en el mundo mesoamericano precolombino. 

## Descripción General

Área cultural Epi-olmeca

Un retrato de un hombre de pie se encuentra en el lado izquierdo de la estela. El personaje lleva una vestimenta muy elaborada su cabeza es ceñida por un tocado muy complicado. La mitad superior de este grabado se encuentra en malas condiciones. Sobre el personaje, doce columnas cortas de glifos fueron talladas sobre el basalto. Otras ocho figuras están dispuestas en la mitad restante del monumento, al lado derecho del personaje. Entre esos glifos se encuentran dos fechas el calendario de Cuenta Larga, correspondientes a mayo de 143 d. C. y julio de 156 d. C. La Estela 1 de La Mojarra es un temprano ejemplo del tipo de monumentos conmemorativos que se han encontrado en algunos sitios mayas del Clásico mesoamericano.

### Figura humana en bajo relieve
El tocado de la figura tiene una gran cabeza de perfil con unas fauces curvas, añadidas a esta se encuentras cuatro cabezas de perfil y mirando al lado derecho en forma envolvente. Originándose de la cabeza hay un objeto anudado, rematado por un elemento vertical y aserrado. Adornos cuelgan de una cuerda, de la cual se encuentran paralela una hilera de cuatro peces, los cuales parece que nadan en dirección de la cuerda. Los hombros de la figura antropomorfa están cubiertos por una vestimenta de apariencia sólida en forma de placas, similares al Ichcahuipilli (protección bélica corporal). De estas hombreras cuelga un pectoral con una cabeza de perfil del cual a su vez cuelga una cabeza de perfil con tres colgantes rectangulares, también cuelgan elementos largos rectangulares espaciados por tiras anchas estriadas y otras onduladas terminadas por un glifo cuadrado con elementos en forma de u invertidas. Estos elementos cubren todo el torso en forma similar a la Lorica segmentata o el Pteruges, semejante a una Armadura lamelar.
En la parte inferior del cuerpo se encuentra la mayor parte del daño en la escultura, donde solo se aprecia una silueta recta en la zona de las piernas, la cual por su anchura sugiere una falda bélica o pantalón de batalla similar al caltzatl mexica. En su mano derecha se observa que sostiene el mango de un objeto, el cual por el ángulo de la muñeca sugiere un objeto largo, que por su similitud al Dintel 43 de Yaxchilán, podría ser un Macuahuitl de un solo filo. En la mano izquierda sujeta un cartucho enrollado hacia el frente de la figura, en esta mano se pueden apreciar las uñas de la mano.

### Texto Logográfico
El sistema de escritura utiliza signos individuales y compuestos entre sí. En total el texto emplea alrededor de 140 signos diferentes de 520 apariciones combinadas gráficamente en un total de 428 signos diferentes. La forma de los signos del texto probablemente que algunos signos son "principales" y otros como "afijos" horizontales. La manera en la cual la diversidad de signos están combinados entre sí muestra una tendencia de apilación vertical.

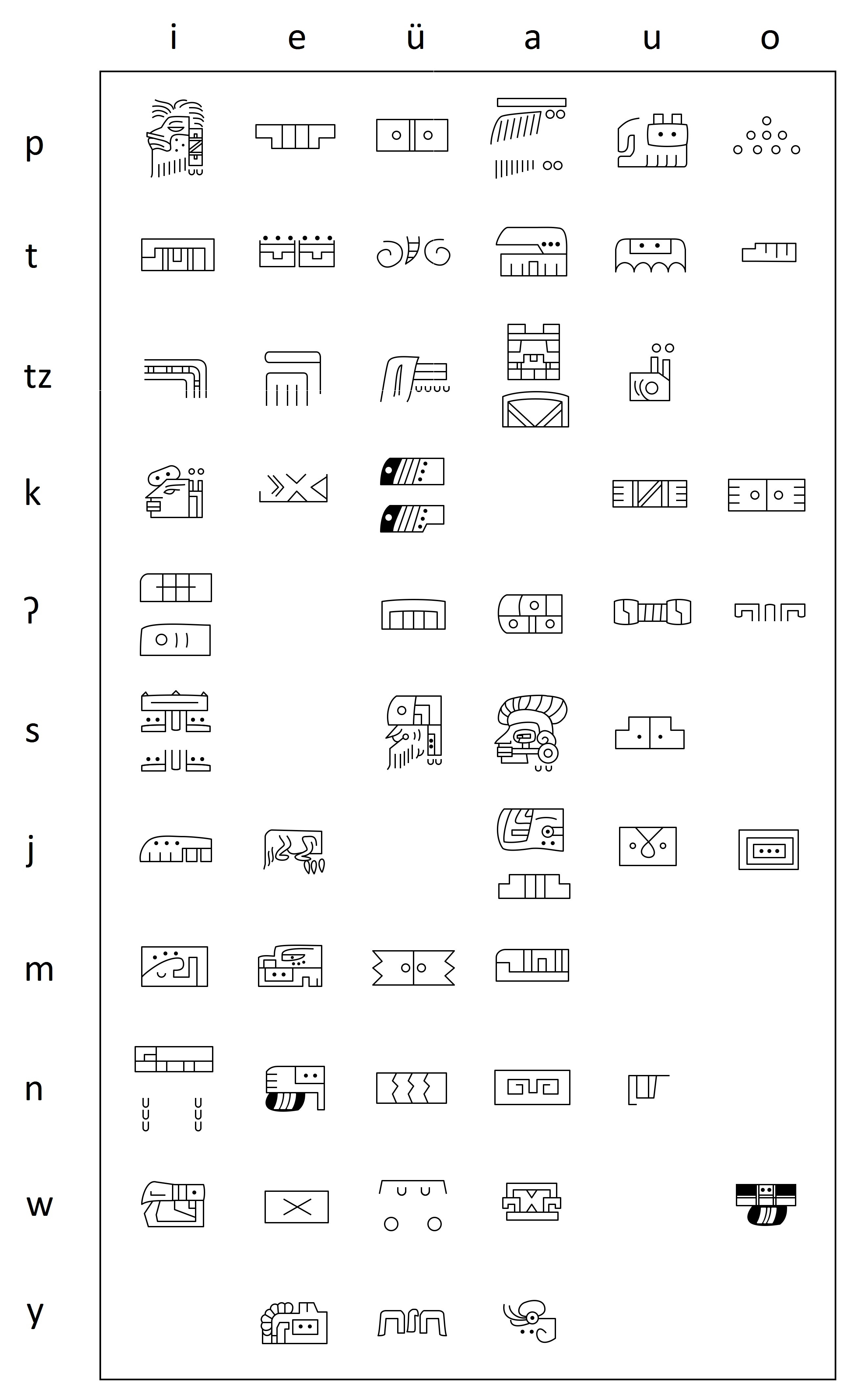
Silabario Epiolmeca en el Alfabeto Fonético Internacional de acuerdo a Kaufman y Justeson 1996
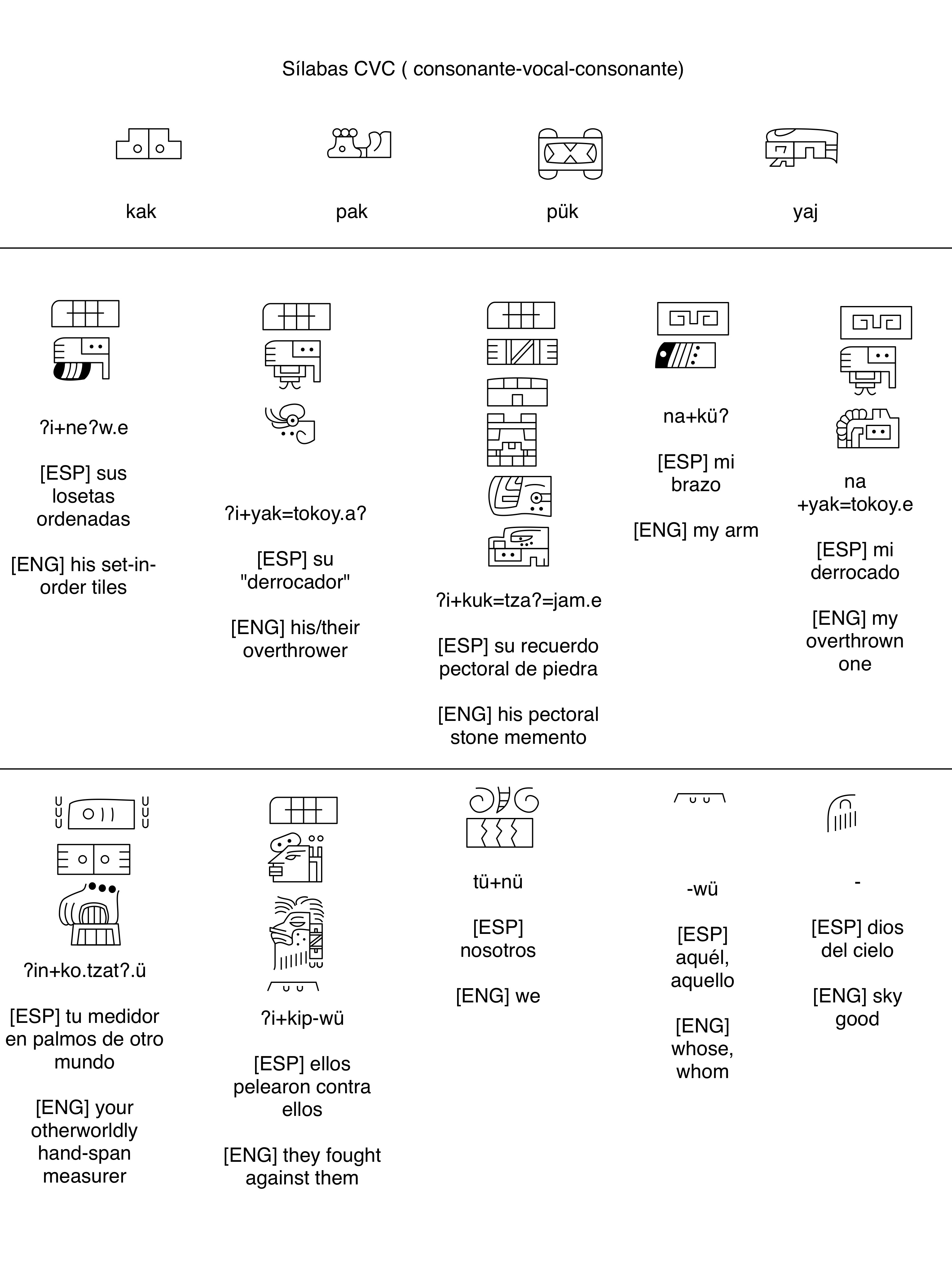
Silabario Epiolmeca consonante-vocal-consonante y algunas traducciones al español e inglés en el Alfabeto Fonético Internacional de acuerdo a Kaufman y Justeson 1996
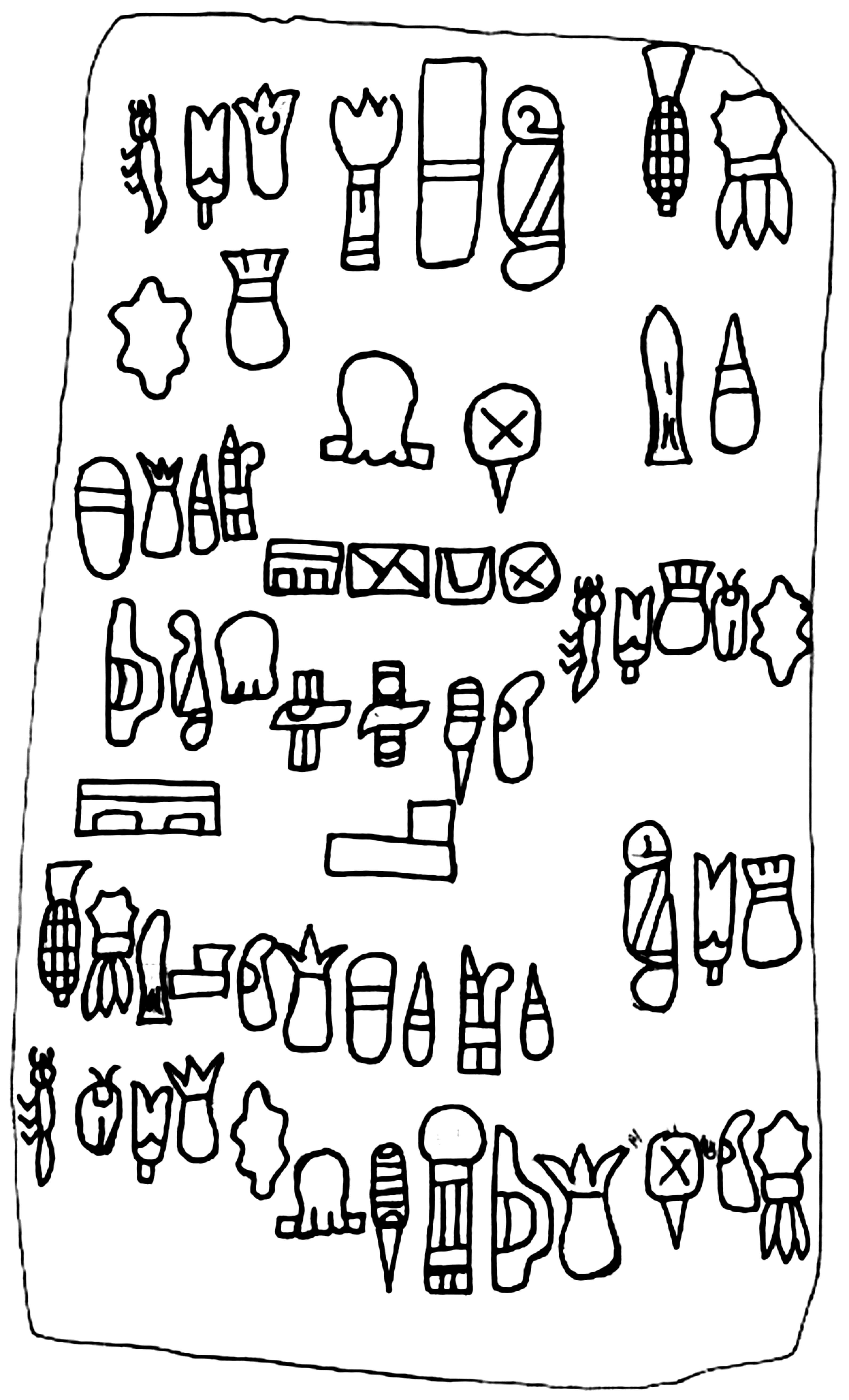
Escritura en el Bloque de Cascajal, antecesor a la escritura epiolmeca, se cree que es el sistema de escritura más antiguo de América (1000 a.C.)

## Interpretación
Por algunos años el monumento fue exhibido en el Museo de Antropología de la ciudad de Xalapa de Enríquez (Veracruz). En noviembre de 1995, cuando el monumento estaba siendo preparada para mostrarse en público, una serie de glifos que había sido pasada por alto fue reconocida y reportada por Muñiz y Vásques. A pesar de que se encontraban bastante dañados, los grabados eran parcialmente reconocibles. En 1993, y posteriormente en 1997, después del descubrimiento de la nueva columna de glifos, John Justeson y Terrence Kaufman propusieron una interpretación de las inscripciones de la estela y llamaron al personaje Señor de la Montaña de los Cosechadores. De acuerdo con la interpretación de Justeson y Kaufman, el monumento conmemora el ascenso al poder del personaje retratado y correspondería a un registro escrito de la lengua epiolmeca, que podría formar parte de la familia lingüística mixe-zoqueana, históricamente hablada por los indígenas de la región del Istmo de Tehuantepec. La interpretación del monolito de La Mojarra ha sido debatida por Michael D. Coe y Stephen D. Houston, entre otros.

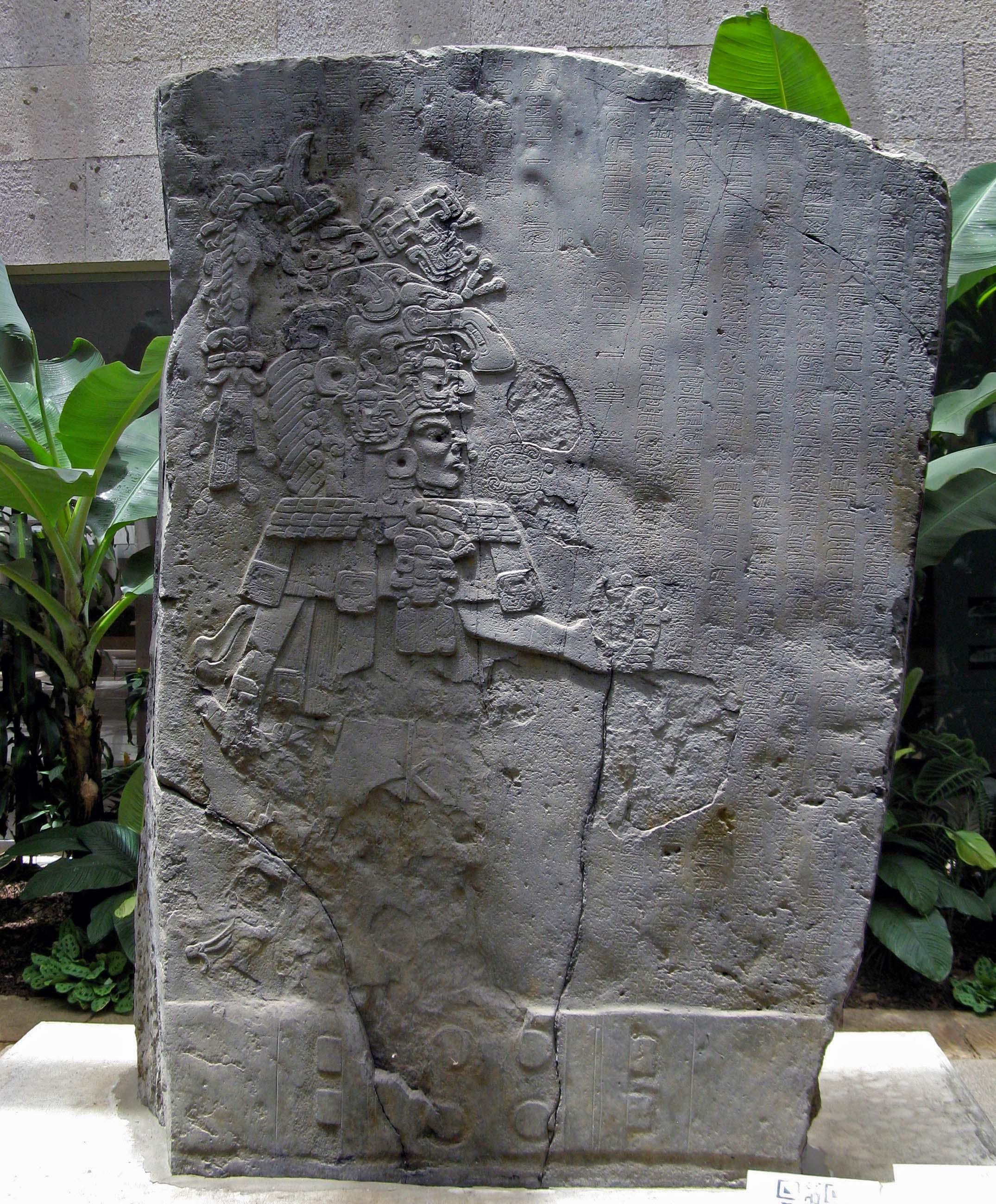
Vista completa de la escultura.
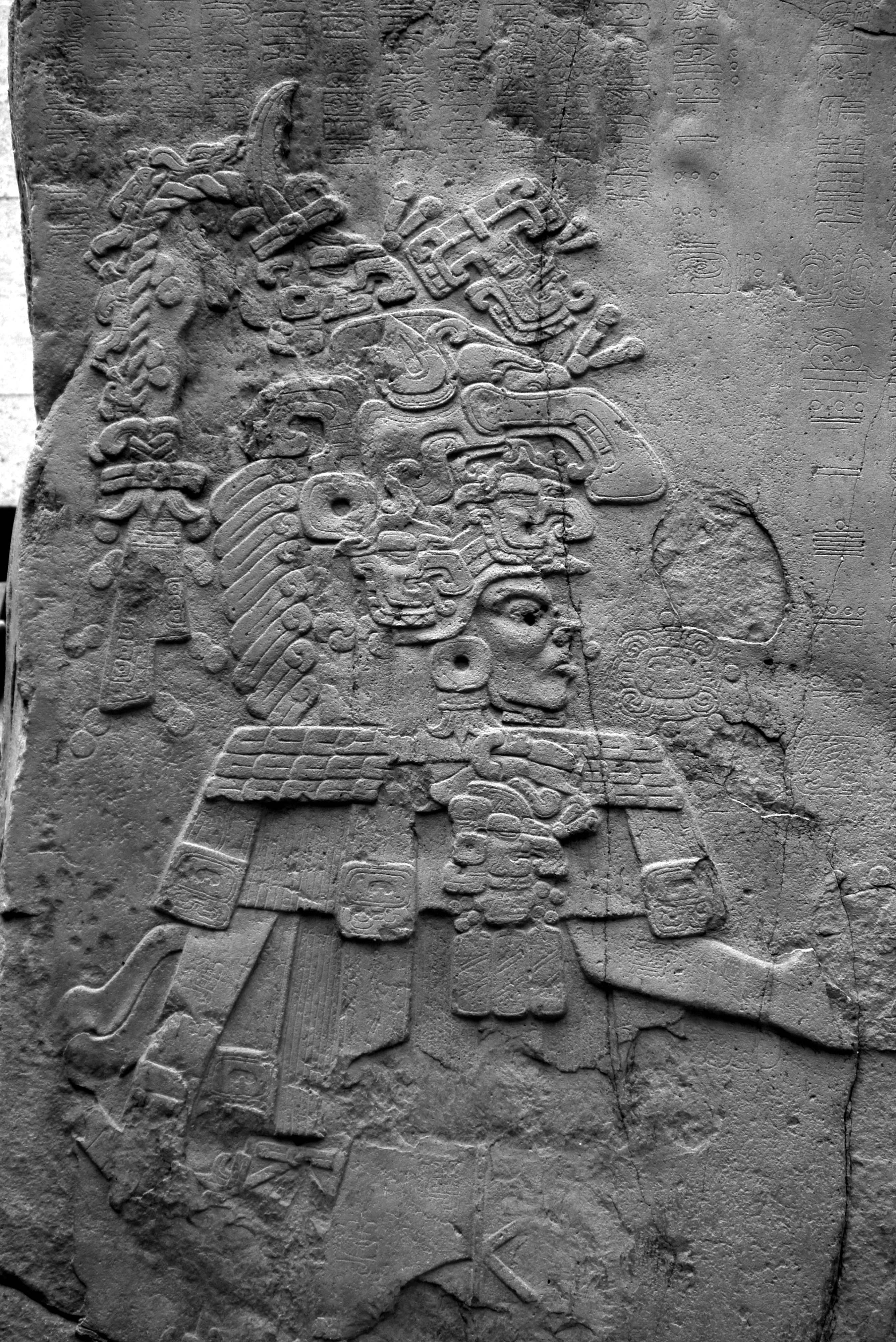
Detalle del personaje central de la escultura.
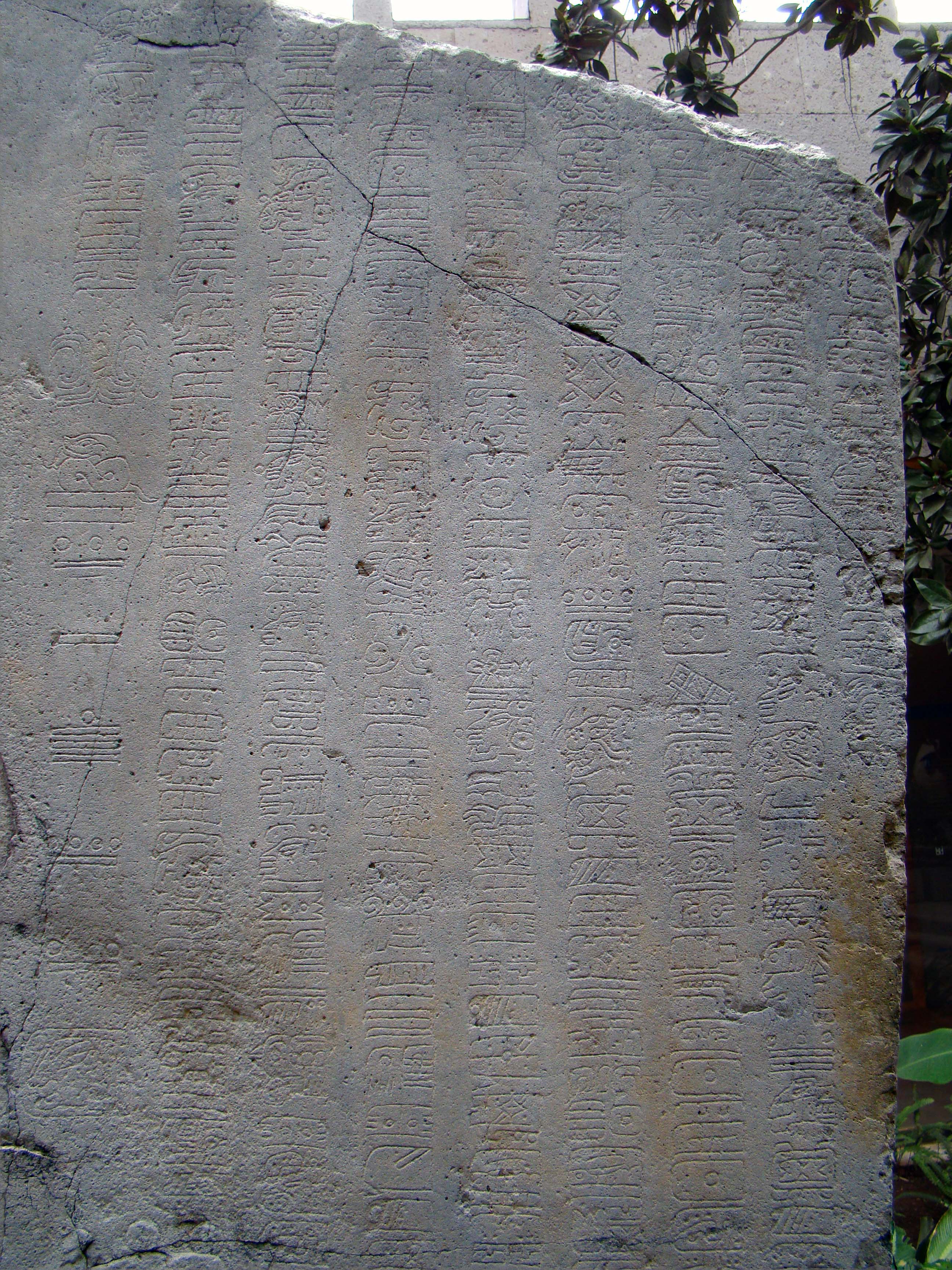
Detalle de las inscripciones vista superior.
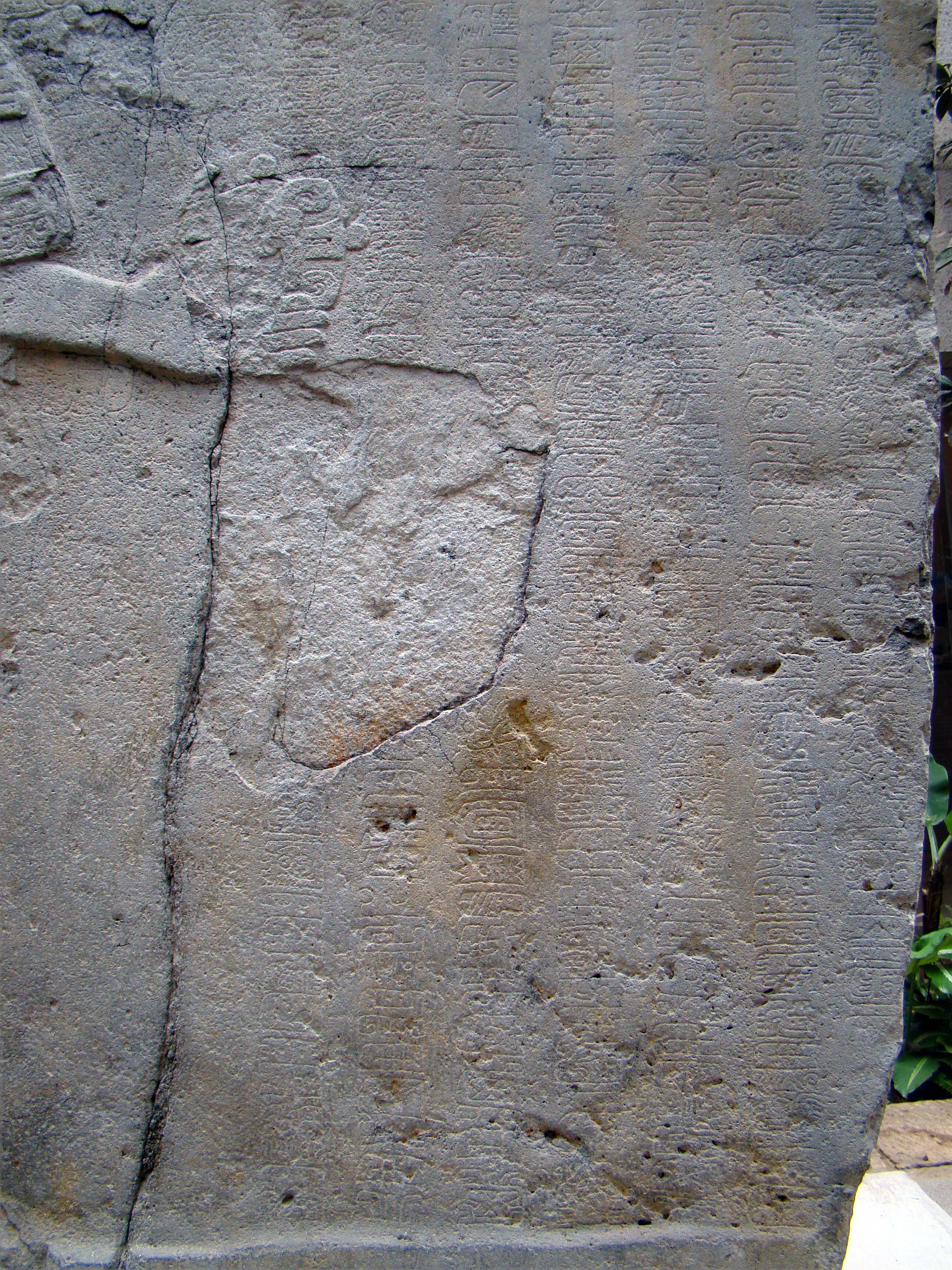
Detalle de las inscripciones vista inferior.